# آریل ریس
آریل ریس (انگلیسی: Ariel Reyes؛ زادهٔ ۱۱ ژوئن ۱۹۸۷) بازیکن فوتبال اهل آرژانتین است.
از باشگاه‌هایی که در آن بازی کرده‌است می‌توان به باشگاه فوتبال استودیانتس اشاره کرد.